# Kvarsebo församling
Kvarsebo församling var en församling i Linköpings stift inom Svenska kyrkan i Norrköpings kommun. Församlingen uppgick 2010 i Kolmårdens församling.
Församlingens kyrka var Kvarsebo kyrka.
Befolkningen i församlingen var 2006 449 invånare.

## Administrativ historik

Kvarsebo församlingsvapen 1996-2009

Församlingen bildades 1615 genom en utbrytning ur Östra Husby församling, tidigt med namnet Kristine kapellförsamling.
Församlingen utgjorde till 1962 ett eget pastorat. Församlingen tillhörde till 1952 Strängnäs stift, därefter Linköpings stift. Församlingen var från 1962 till 2010 annexförsamling i pastoratet Krokek och Kvarsebo. Församlingen uppgick 2010 i Kolmårdens församling.
Församlingskod var 058116.

## Klockare, kantor och organister
| Ämbetstid | Namn                  | Levnadstid | Övrigt                            |
| --------- | --------------------- | ---------- | --------------------------------- |
|           | Hagelström            |            | Klockare                          |
| –1801     |                       | 1754–      | Klockare                          |
| 1801–1817 | Abraham Berggren      | 1776–      | Klockare                          |
| 1817–1842 | Anders Elgström       | 1778–      | Klockare                          |
| 1842–1844 | Johan Victor Styrlin  | 1820–      | Vikarierande klockare             |
| 1844–1895 | Gustaf Verner Jansson | 1824–      | Klockare, organist och skollärare |